# 1987年の航空
< 1987年
1986年の航空 - 1987年の航空 - 1988年の航空

## 航空に関する出来事
- 1987年 - パリ航空ショーにT字形尾翼の後面に推進式のプロペラを装着した軽飛行機、コラーニ コルモランのモックアップが展示された。
- 1月7日 - フランスに対するリビアの攻撃への報復としてワディダムのリビア空軍基地に対するフランスの空襲が行われた。
- 1月21日 - アメリカのルイス・マッコーリンが、エドワーズ空軍基地で人力飛行機ライトイーグル号で飛行距離15.44 km、滞空時間 37分38秒の女性の公認記録を達成した。
- 2月13日 - オランダの旅客機、フォッカー50が初飛行した。

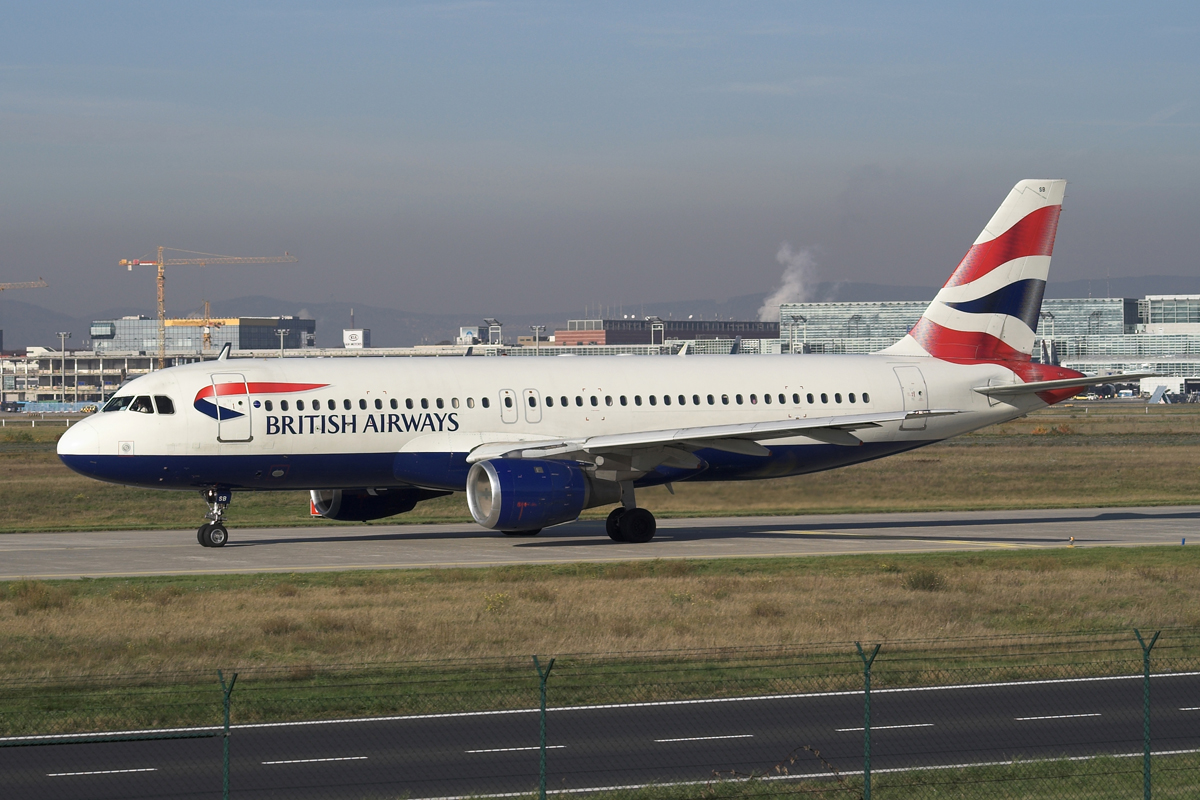
エアバスA320

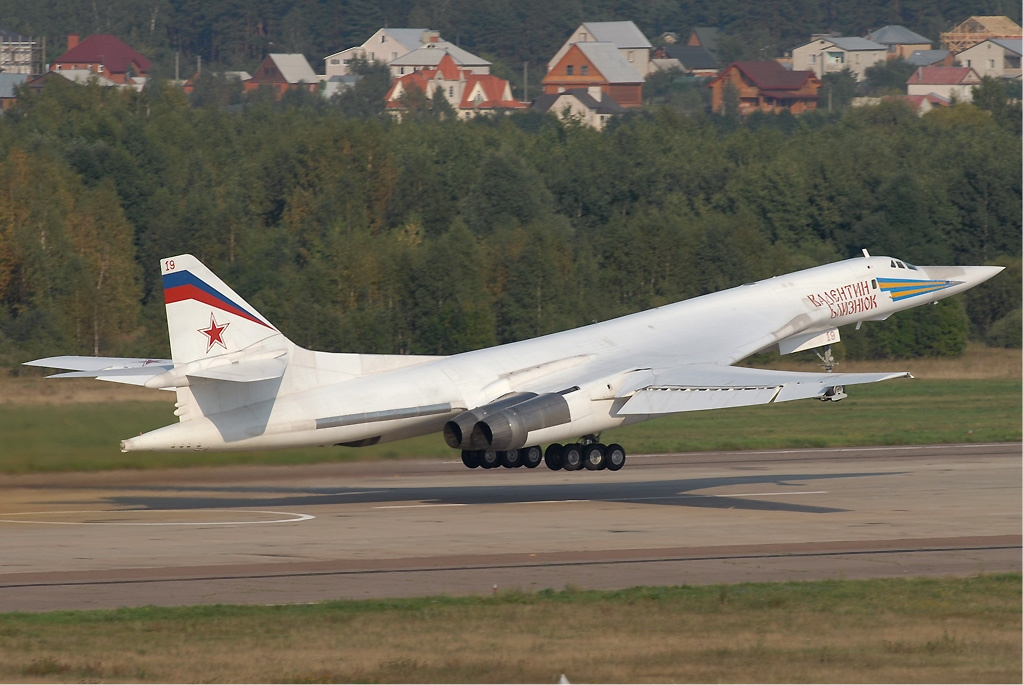
ツポレフ Tu-160

- 2月22日 - 80人の乗客の最大容量を持つ新しい中距離ジェット機、エアバスA320がトゥールーズで最初のテスト飛行を行った。
- 3月9日 - ソビエトの垂直離着陸機、ヤコブレフYak-141が初飛行した。
- 4月2日 - イギリス空軍のヴィッカースVC-10がイギリスからオーストラリアのパースまでを16時間1分で飛行し、飛行時間の記録を更新した。
- 4月25日 - ソビエトの可変翼超音速戦略爆撃機、ツポレフTu-160がソ連空軍に配属された。
- 5月15日 - ソビエトの大型ロケット、エネルギアが打ち上げられた。
- 5月28日 - 西ドイツの19歳のパイロット、マチアス・ルストがセスナ 172でモスクワの赤の広場に着陸し、人々に衝撃を与える。
- 8月17日 - ソビエトの戦闘機、スホーイSu-33が初飛行した。
- 8月30日 - イスラエル政府が、IAIラビの開発を中止した。
- 10月23日 - 西ドイツ空軍の最後のF-104 スターファイターが実戦任務から退役した。
- 10月26日 - ロンドン・シティ空港から最初のフライトが行われた。
- 11月29日 - 大韓航空機爆破事件が起きる。
- 12月9日 - 沖縄本島付近上空に領空侵犯したソビエト連邦軍Tu-16J偵察機に対し、航空自衛隊第302飛行隊のF-4EJ戦闘機が空自史上唯一となる警告射撃を行った。（「対ソ連軍領空侵犯機警告射撃事件」）
- 12月23日 - ロシアの宇宙ステーション、ミールへの4度目のミッションで、3人が搭乗したソユーズTM-4がドッキングし、ミールに滞在した飛行士の数が6人となった。
- 12月29日 - ソ連の宇宙飛行士、ユーリ・ロマネンコの宇宙滞在期間が326日間となり、世界記録となった。

## 1987年に初飛行した機体の画像

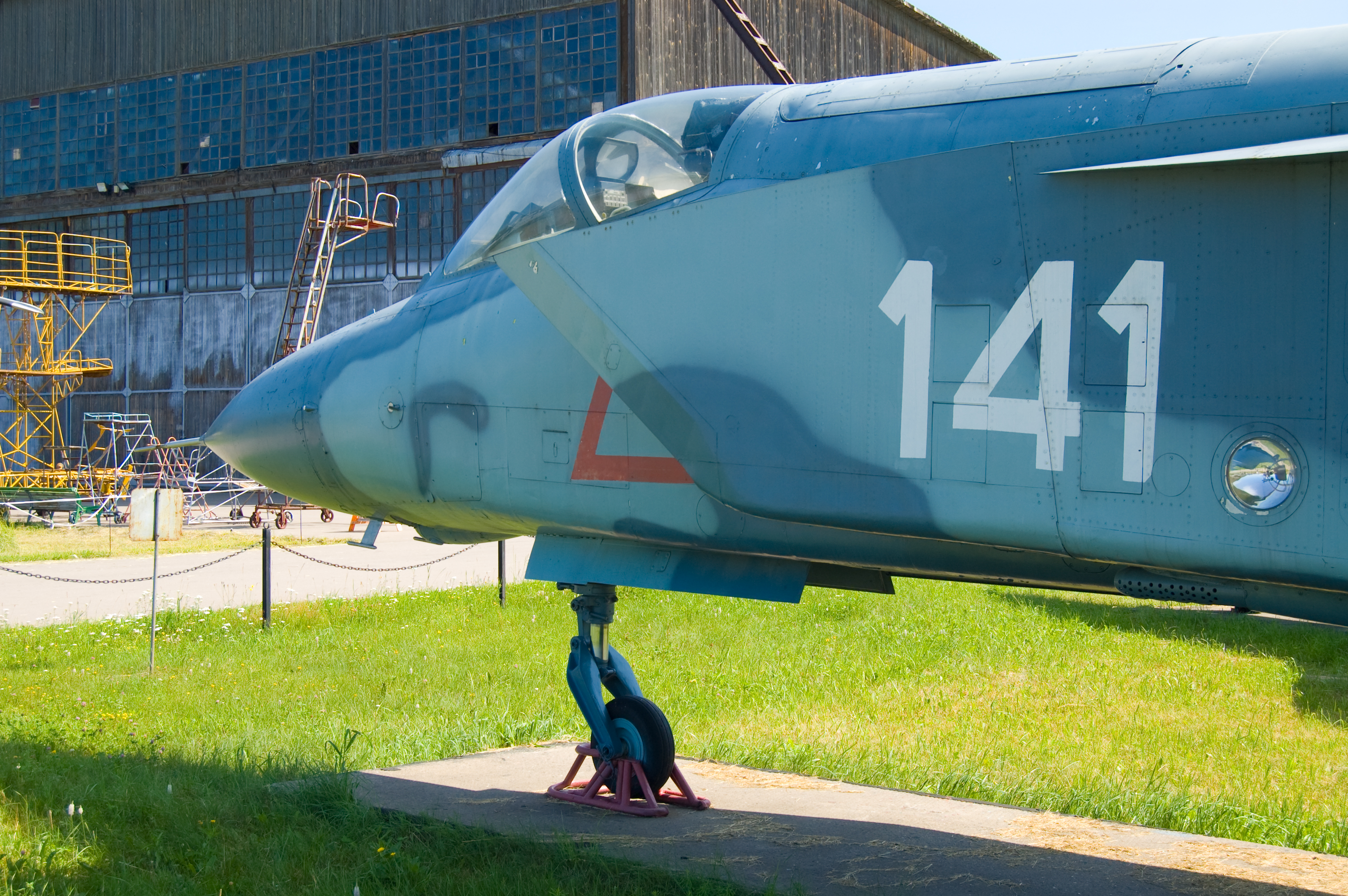
Yak-141 （3月9日）
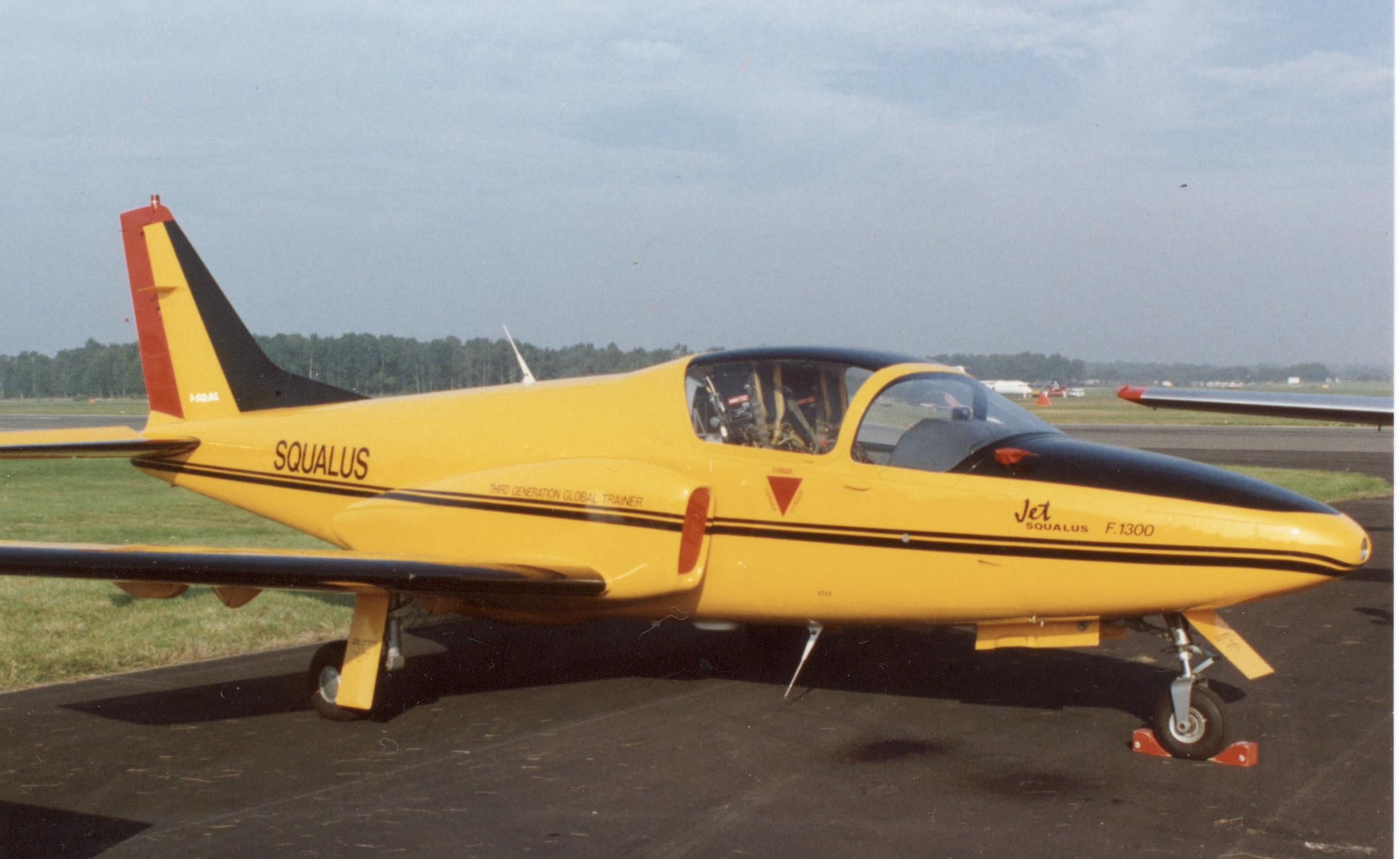
プロマヴィア F.1300 （4月30日）
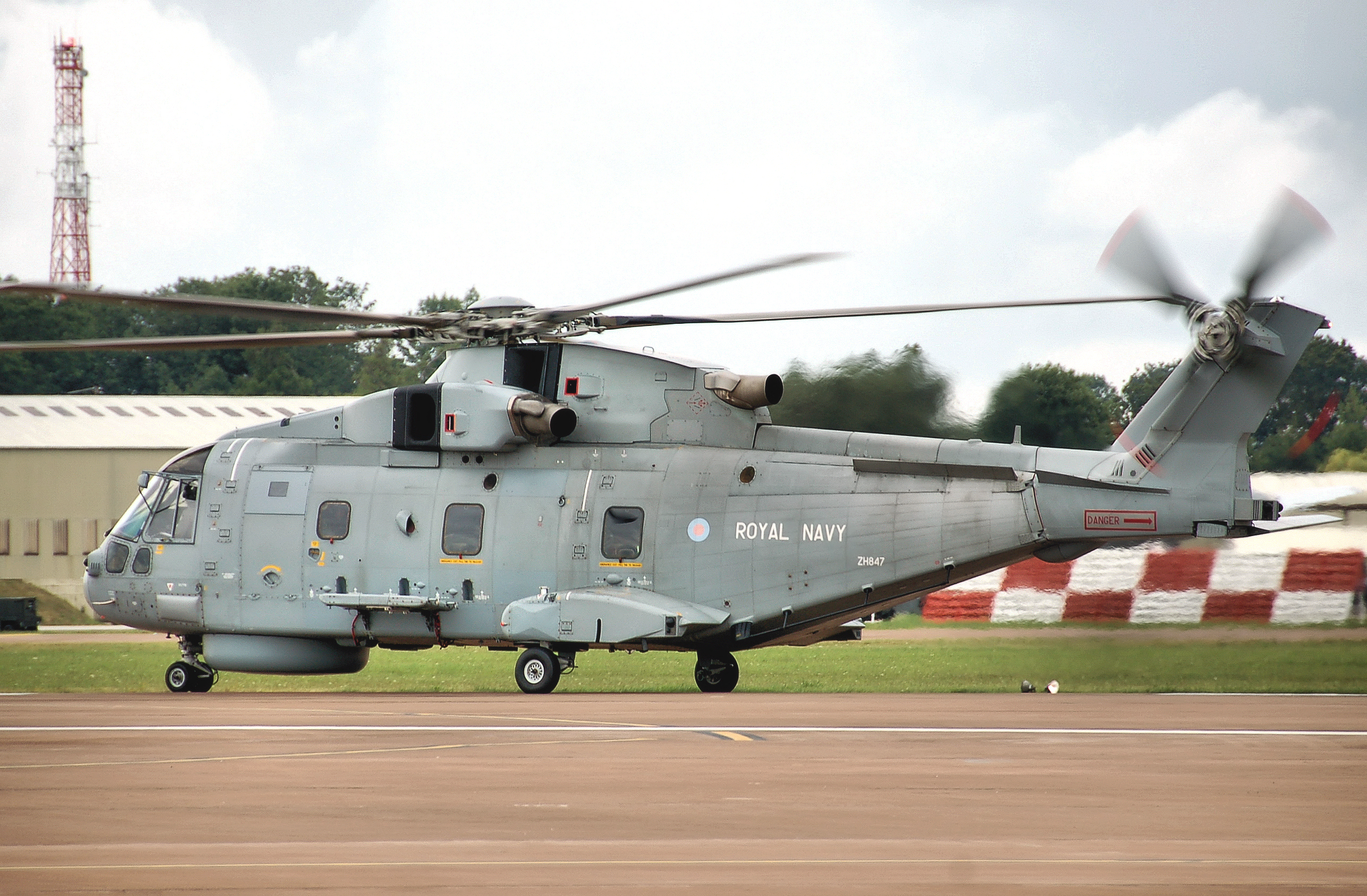
アグスタウェストランド AW101 （10月9日）

## 航空に関する賞の受賞者
- ハーモン・トロフィー： アレン・ポールソン、 ルイス・マッコーリン
- デラボー賞：ユーリ・ロマネンコ
- イギリス飛行クラブ金賞：B. Spreckley
- FAI・ゴールド・エア・メダル： ヘンリー・クレマー